# Чермес
Чѐрмес (на италиански: Cermes; на немски: Tscherms, Чермз) е село и община в Северна Италия, автономна провинция Южен Тирол, автономен регион Трентино-Южен Тирол. Разположено е на 292 m надморска височина. Населението на общината е 1404 души (към 2010 г.).

## Език
Официални общински езици са и италианският и немският. Най-голямата част от населението говори немски. В общината се говори и други романски език, ладинският.
| %     | Роден език      |
| 4,86  | Италиански език |
| 94,92 | Немски език     |
| 0,23  | Ладински език   |